# ヴィラ・ノヴァFC
ヴィラ・ノヴァFC（ポルトガル語: Vila Nova Futebol Clube）は、ブラジル・ゴイアス州ゴイアニアを本拠地とするサッカークラブである。

## 歴史
クラブは1943年7月29日にヴィラ・ノヴァFCとして創設された。それから3年後の1946年にクラブ名をオペラリオFC (Operário Futebol Clube) と変更した。さらに1949年にアラグアイア (Araguaia) 、1950年にフェニックスFC (Fênix Futebol Clube) となった後、1955年に現在のヴィラ・ノヴァFCに改名された。
1961年にカンピオナート・ゴイアーノ（ゴイアス州選手権）に初めて優勝した。1977年にカンピオナート・ブラジレイロ・セリエA（ブラジル全国選手権1部）に初参戦し、59位で終えた。1977年から1980年までヴィラ・ノヴァは州選手権を4連覇した。
1996年にクラブは1試合も敗れることなくブラジルカンピオナート・ブラジレイロ・セリエC（全国選手権3部）に優勝した。1999年には初となる国際大会のコパCONMEBOLに参戦し、1回戦で敗れた。ヴィラ・ノヴァは国際大会でプレーした最初のゴイアス州チームだった。2000年にクラブは州選手権2部に優勝し、2001年と2005年に州選手権に優勝した。

## タイトル

### 国内タイトル
- カンピオナート・ブラジレイロ・セリエC : 1回
  - 1996
- カンピオナート・ゴイアーノ : 15回
  - 1961, 1962, 1963, 1969, 1973, 1977, 1978, 1979, 1980, 1982, 1984, 1993, 1995, 2001, 2005
- カンピオナート・ゴイアーノ2部 : 2回
  - 2000, 2015

### 国際タイトル
なし

## 過去の成績
| セリエA優勝 | セリエA準優勝 | 上位リーグ昇格 | 下位リーグ降格 |
| シーズン | リーグ  | 順位 | 勝点 | 試合数 | 勝 | 分 | 敗 | 得点 | 失点 |
| -------- | ------- | ---- | ---- | ------ | -- | -- | -- | ---- | ---- |
| 2008     | セリエB | 6位  | 58   | 38     | 17 | 7  | 14 | 57   | 55   |
| 2009     | セリエB | 13位 | 49   | 38     | 14 | 7  | 17 | 42   | 59   |
| 2010     | セリエB | 16位 | 46   | 38     | 13 | 7  | 18 | 50   | 68   |
| 2011     | セリエB | 18位 | 32   | 38     | 7  | 11 | 20 | 34   | 53   |
| 2012     | セリエC | 11位 | 23   | 18     | 6  | 5  | 7  | 27   | 26   |
| 2013     | セリエC | 4位  | 33   | 22     | 9  | 6  | 7  | 23   | 16   |
| 2014     | セリエB | 19位 | 32   | 38     | 10 | 2  | 26 | 35   | 70   |
| 2015     | セリエC | 1位  | 44   | 24     | 13 | 5  | 6  | 31   | 16   |
| 2016     | セリエB | 12位 | 53   | 38     | 15 | 8  | 15 | 54   | 52   |
| 2017     | セリエB |      |      |        |    |    |    |      |      |

## 歴代所属選手

### GK
- フェルナンド・プラス 2001

### DF
- エバウド 2005-2006

- チアゴ 2009

### MF
- フェルナンド 2005-2007

- クラウデシール 2009

### FW
- ロニー 1995, 1996
- ジュニーニョ 1999
- トゥーリオ・マラヴィーリャ 1999, 2000-2001, 2007-2008
- フィナージ 2001

- マルコス・アウレリオ 2005
- ペドロ・ジュニオール 2005, 2008
- ブルーノ・ロペス 2010